# Beneil Dariush
Beneil Khobier Dariush (ur. 6 maja 1989 w Urmii) – amerykański zawodnik mieszanych sztuk walki (MMA) pochodzenia irańskiego. Były mistrz federacji RITC w wadze lekkiej. Od 2014 roku związany z federacją UFC.

## Życiorys
Dariush urodził się i wychował na farmie w Iranie. Jest Asyryjczykiem. Kiedy miał dziewięć lat, on i jego rodzice opuścili Iran i wyemigrowali do Ameryki, gdzie mieli już kilku krewnych z ich dużej dalszej rodziny. W pierwszych latach mieszkania na tym kontynencie wraz z siostrą Beraeil nie mówili po angielsku, więc spędzali większość czasu bawiąc się ze swoimi kuzynami.
Jest chrześcijaninem i często odnotowuje swoją przynależność religijną podczas wydarzeń medialnych UFC, prac promocyjnych i wywiadów po walce. Zgodnie z tą wiarą sponsoruje sierociniec i chrześcijańską szkołę na Haiti, znaną jako Dom Dziecka Cap-Haïtien.

## Osiągnięcia

### Mieszane sztuki walki
- 2013: Mistrz RITC w wadze lekkiej

### Brazylijskie jiu-jitsu[5]
- 2010, 2009, 2008: Mistrz World No Gi

- 2010: Udział w World No Gi

- Udział w Pan American Championship

- 2012, 2010, 2009: 2. miejsce w Mistrzostwach Świata

- 2010: Pan American Championship-  2. miejsce

- 2009: 3. miejsce w Mistrzostwach Świata

- 2009: World No Gi Championship - 3. miejsce

- 2011: Pan American Championship - 3. miejsce

## Lista zawodowych walk w MMA
| Wynik     | Bilans | Przeciwnik (bilans przed walką) | Rozstrzygnięcie                             | Runda | Czas | Rozgrywki                                                           | Data       | Miejsce        | Uwagi                                                                                        |
| --------- | ------ | ------------------------------- | ------------------------------------------- | ----- | ---- | ------------------------------------------------------------------- | ---------- | -------------- | -------------------------------------------------------------------------------------------- |
| Wygrana   | 23-6-1 | Renato Moicano (20-6-1)         | Decyzja (jednogłośna)                       | 3     | 5:00 | UFC 317                                                             | 28.06.2025 | Las Vegas      |                                                                                              |
| Przegrana | 22-6-1 | Arman Carukjan (20-3)           | KO (kolano i ciosy pięściami w parterze)    | 1     | 1:04 | UFC Fight Night: Dariush vs. Tsarukyan                              | 02.12.2023 | Austin         | Main Event                                                                                   |
| Przegrana | 22-5-1 | Charles Oliveira (33-9. 1NC)    | TKO (ciosy pięściami)                       | 1     | 4:10 | UFC 289                                                             | 11.06.2023 | Vancouver      | Co-Main Event                                                                                |
| Wygrana   | 22-4-1 | Mateusz Gamrot (21-1. 1NC)      | Decyzja (jednogłośna)                       | 3     | 5:00 | UFC 280                                                             | 22.10.2022 | Abu Zabi       |                                                                                              |
| Wygrana   | 21-4-1 | Tony Ferguson (25-5)            | Decyzja (jednogłośna)                       | 3     | 5:00 | UFC 262                                                             | 15.05.2021 | Houston        | Co-Main Event                                                                                |
| Wygrana   | 20-4-1 | Carlos Diego Ferreira (17-2)    | Decyzja (niejednogłośna)                    | 3     | 5:00 | UFC Fight Night: Overeem vs. Volkov                                 | 06.02.2021 | Las Vegas      | Bonus za walkę wieczoru.                                                                     |
| Wygrana   | 19-4-1 | Scott Holtzman (14-3)           | KO (obrotowy backfist)                      | 3     | 4:38 | UFC Fight Night: Lewis vs. Oleinik                                  | 08.08.2020 | Las Vegas      | Limit umowny do 71,7 kg. Dariush nie wypełnił limitu wagowego.                               |
| Wygrana   | 18-4-1 | Drakkar Klose (11-1-1)          | KO (cios pięścią)                           | 3     | 1:00 | UFC 248                                                             | 07.03.2020 | Las Vegas      | Bonus za występ wieczoru.                                                                    |
| Wygrana   | 17-4-1 | Frank Camacho (22-7)            | Poddanie (duszenie zza pleców)              | 1     | 2:02 | UFC Fight Night: Maia vs. Askren                                    | 26.10.2019 | Kallang        | Bonus za występ wieczoru.                                                                    |
| Wygrana   | 16-4-1 | Drew Dober (20-8)               | Poddanie (balacha)                          | 2     | 4:41 | UFC Fight Night: Lewis vs. dos Santos                               | 09.03.2019 | Wichita        | Bonus za występ wieczoru.                                                                    |
| Wygrana   | 15-4-1 | Thiago Moisés (11-2)            | Decyzja (jednogłośna)                       | 3     | 5:00 | UFC Fight Night: The Korean Zombie vs. Rodríguez                    | 10.11.2018 | Denver         |                                                                                              |
| Przegrana | 14-4-1 | Alexander Hernandez (8-1)       | KO (cios pięścią)                           | 1     | 0:42 | UFC 222                                                             | 03.03.2018 | Las Vegas      |                                                                                              |
| Remis     | 14-3-1 | Evan Dunham (18-6)              | Remis (większościowy)                       | 3     | 5:00 | UFC 216                                                             | 07.10.2017 | Las Vegas      |                                                                                              |
| Przegrana | 14-3   | Edson Barboza (18-4)            | KO (latające kolano)                        | 2     | 3:35 | UFC Fight Night: Belfort vs. Gastelum                               | 11.03.2017 | Fortaleza      |                                                                                              |
| Wygrana   | 14-2   | Rashid Magomedov (19-1)         | Decyzja (jednogłośna)                       | 3     | 5:00 | The Ultimate Fighter Latin America 3 Finale: dos Anjos vs. Ferguson | 05.11.2016 | Meksyk         |                                                                                              |
| Wygrana   | 13-2   | James Vick (9-0)                | KO (ciosy pięściami)                        | 1     | 4:16 | UFC 199                                                             | 04.06.2016 | Inglewood      |                                                                                              |
| Przegrana | 12-2   | Michael Chiesa (11-2)           | Poddanie (duszenie zza pleców)              | 2     | 1:20 | UFC on Fox: Teixeira vs. Evans                                      | 16.04.2016 | Tampa          |                                                                                              |
| Wygrana   | 12-1   | Michael Johnson (16-8)          | Decyzja (niejednogłośna)                    | 3     | 5:00 | UFC Fight Night: Teixeira vs. Saint Preux                           | 08.08.2015 | Nashville      |                                                                                              |
| Wygrana   | 11-1   | Jim Miller (24-5)               | Decyzja (jednogłośna)                       | 3     | 5:00 | UFC on Fox: Machida vs. Rockhold                                    | 18.04.2015 | Newark         |                                                                                              |
| Wygrana   | 10-1   | Daron Cruickshank (16-5)        | Poddanie (duszenie zza pleców)              | 2     | 2:48 | UFC 185                                                             | 14.03.2015 | Dallas         | Limit umowny do 71,2 kg. Cruickshank nie wypełnił limitu wagowego. Bonus za występ wieczoru. |
| Wygrana   | 9-1    | Carlos Diego Ferreira (11-0)    | Decyzja (jednogłośna)                       | 3     | 5:00 | UFC 179                                                             | 25.10.2014 | Rio de Janeiro |                                                                                              |
| Wygrana   | 8-1    | Anthony Rocco Martin (8-1)      | Poddanie (duszenie trójkątne rękoma)        | 2     | 3:38 | UFC Fight Night: Henderson vs. dos Anjos                            | 23.08.2014 | Tulsa          |                                                                                              |
| Przegrana | 7-1    | Ramsey Nijem (8-4)              | TKO (ciosy pięściami)                       | 1     | 4:20 | UFC Fight Night: Nogueira vs. Nelson                                | 11.04.2014 | Abu Zabi       |                                                                                              |
| Wygrana   | 7-0    | Charlie Brenneman (19-5)        | Poddanie (duszenie zza pleców)              | 1     | 1:45 | UFC Fight Night: Rockhold vs. Philippou                             | 15.01.2014 | Duluth         | Debiut w UFC.                                                                                |
| Wygrana   | 6-0    | Jason Meaders (12-9)            | KO (cios pięścią)                           | 2     | 4:03 | Respect in the Cage                                                 | 04.05.2013 | Pomona         | Obronił pas mistrzowski RITC w wadze lekkiej.                                                |
| Wygrana   | 5-0    | Trace Gray (3-0)                | Poddanie (dźwignia prosta na staw łokciowy) | 1     | 0:36 | Respect in the Cage                                                 | 19.01.2013 | Pomona         | Zdobył pas mistrzowski RITC w wadze lekkiej.                                                 |
| Wygrana   | 4-0    | Gilberto dos Santos (1-4)       | TKO (przerwanie przez lekarza)              | 1     | 4:03 | High Fight Rock 2                                                   | 27.10.2012 | Goiânia        |                                                                                              |
| Wygrana   | 3-0    | Dominic Gutierrez (2-9)         | Poddanie (duszenie zza pleców)              | 1     | 1:16 | Samurai Pro Sports                                                  | 21.10.2011 | Culver City    |                                                                                              |
| Wygrana   | 2-0    | Vance Bejarano (1-2)            | Poddanie (duszenie zza pleców)              | 1     | ?    | Respect in the Cage                                                 | 08.10.2010 | Pomona         |                                                                                              |
| Wygrana   | 1-0    | Jordan Betts (0-0)              | Decyzja (niejednogłośna)                    | 3     | 5:00 | Respect in the Cage 2                                               | 20.11.2009 | Pomona         |                                                                                              |